# Skottorp (Laholms kommun)
 For alternative betydninger, se Skottorp. (Se også artikler, som begynder med Skottorp)
Skottorp er et byområde i Laholms kommun i Hallands län i Sverige og kyrkby i Skummeslövs socken.
Byen ligger i det sydlige Halland, nogle kilometer nord for Hallandsåsen, og cirka midt imellem Båstad og Laholm. Til Skummeslövsstrands badestrand er der omkring tre kilometer.

## Historie
Byen var frem til 1960'erne en stationsbebyggelse. I midten af 1990'erne blev jernbanen flyttet udenfor byen, og på det tidligere banelegeme blev der bygget en cykelbane.
Skottorp har ligesom de fleste andre mindre bebyggelser gennemgået store forandringer i løbet af 1900-tallet. I 1950'erne kom der flere servicevirksomheder og byen rummede ikke mindre end tre tankstationer, biograf, brandstation, konditori, posthus, dagligvarebutik og cykelhandler.

## Bebyggelsen
Byens kirke hedder Skummeslövs kyrka, og stammer fra 1100-tallet.
Den mest kendte bygning i Skottorp er Skottorps slot som ligger nogle kilometer fra byens centrum. Ved siden af slottet ligger der et mejeri.

## Erhvervsliv
Fra 1970'erne og frem til i dag har byens erhvervsliv forandret sig. Der er blevet færre servicevirksomheder, og i stedet er industriområdet i tilknytning til motorvejen ekspanderet.[kilde mangler]